# Lecane leontina
Lecane leontina är en hjuldjursart som först beskrevs av Turner 1892.  Lecane leontina ingår i släktet Lecane och familjen Lecanidae. Inga underarter finns listade i Catalogue of Life.